# A' Katīgoria 2019-2020
La A' Katīgoria 2019-2020 (in greco Πρωτάθλημα Α' Κατηγορίας) è stata l'81ª edizione della massima serie del campionato cipriota di calcio. La stagione, iniziata il 23 agosto 2019, è stata sospesa e cancellata dalla Federazione calcistica di Cipro (CFA) a seguito dell'emergenza dovuta alla pandemia di COVID-19. Oltre a non assegnare il titolo, la CFA ha deciso di non procedere alle retrocessioni.

## Stagione

### Novità
Dalla A' Katīgoria 2018-2019 sono retrocesse l'Alkī Oroklini e l'Ermīs Aradippou, ultime classificate nella poule retrocessione. Dalla Seconda Divisione sono state promosse l'Ethnikos Achnas, classificatasi al primo posto e l'Olympiakos Nicosia, classificato secondo.

### Formula
Le 12 squadre partecipanti si affrontano in un girone all'italiana con partite di andata e ritorno, per un totale di 22 giornate.
Le prime 6 classificate partecipano alla poule scudetto, affrontandosi in un girone all'italiana con partite di andata e ritorno, per un totale di 10 giornate. Le squadre mantengono il punteggio guadagnato durante la stagione regolare. La squadra prima classificata è campione di Cipro e si qualifica alla UEFA Champions League 2020-2021. La seconda e la terza classificata più la vincente della Coppa di Cipro si qualificano alla UEFA Europa League 2020-2021, nel caso la vincente della coppa nazionale sia già qualificata alle competizioni europee ad andare in UEFA Europa League sarà la 4ª classificata.
Le squadre classificate dal 7º al 12º posto partecipano alla poule retrocessione, affrontandosi in un girone all'italiana con partite di andata e ritorno, per un totale di 10 giornate. Le squadre mantengono il punteggio guadagnato durante la stagione regolare. L'ultima e la penultima classificata retrocedono in Seconda Divisione.

## Squadre partecipanti
| Club               | Città     | Stadio                                 | Stagione precedente                |
| ------------------ | --------- | -------------------------------------- | ---------------------------------- |
| AEK Larnaca        | Larnaca   | AEK Arena - Georgios Karapatakis       | 2º posto in A' Katīgoria           |
| AEL Limassol       | Limassol  | Stadio Tsirion                         | 4º posto in A' Katīgoria           |
| Anorthōsis         | Famagosta | Stadio Antōnīs Papadopoulos (Larnaca)  | 7º posto in A' Katīgoria           |
| APOEL              | Nicosia   | Stadio Neo GSP                         | 1º posto in A' Katīgoria           |
| Apollōn Limassol   | Limassol  | Stadio Tsirion                         | 3º posto in A' Katīgoria           |
| Doxa Katōkopias    | Katōkopia | Makario Stadium (Nicosia)              | 9º posto in A' Katīgoria           |
| EN Paralimni       | Paralimni | Stadio Tasos Marcou Paralimni          | 10º posto in A' Katīgoria          |
| Ethnikos Achnas    | Achna     | Dasaki Stadium                         | 1º posto in B' Katīgoria, promosso |
| Nea Salamis        | Larnaca   | Stadio Ammochōstos Epistrofī (Larnaca) | 5º posto in A' Katīgoria           |
| Olympiakos Nicosia | Nicosia   | Stadio Neo GSP                         | 2º posto in B' Katīgoria, promosso |
| Omonia             | Nicosia   | Stadio Neo GSP                         | 6º posto in A' Katīgoria           |
| Pafos              | Pafo      | Stadio Pafiako                         | 8º posto in A' Katīgoria           |

## Stagione regolare

### Classifica finale
|  | Pos. | Squadra            | Pt | G  | V  | N | P  | GF | GS | DR  |
|  | ---- | ------------------ | -- | -- | -- | - | -- | -- | -- | --- |
|  | 1.   | Omonia             | 43 | 22 | 12 | 7 | 3  | 31 | 13 | +18 |
|  | 2.   | Anorthōsis         | 43 | 22 | 13 | 4 | 5  | 42 | 21 | +21 |
|  | 3.   | APOEL              | 39 | 22 | 11 | 6 | 5  | 35 | 15 | +20 |
|  | 4.   | Apollōn Limassol   | 38 | 22 | 12 | 2 | 8  | 38 | 29 | +9  |
|  | 5.   | AEK Larnaca        | 35 | 22 | 9  | 8 | 5  | 36 | 26 | +10 |
|  | 6.   | AEL Limassol       | 31 | 22 | 8  | 7 | 7  | 27 | 26 | +1  |
|  | 7.   | Pafos              | 30 | 22 | 8  | 6 | 8  | 26 | 26 | 0   |
|  | 8.   | Nea Salamis        | 25 | 22 | 7  | 4 | 11 | 25 | 36 | -11 |
|  | 9.   | Olympiakos Nicosia | 24 | 22 | 5  | 9 | 8  | 27 | 34 | -7  |
|  | 10.  | EN Paralimni       | 22 | 22 | 5  | 7 | 10 | 28 | 42 | -14 |
|  | 11.  | Ethnikos Achnas    | 20 | 22 | 5  | 5 | 12 | 29 | 44 | -15 |
|  | 12.  | Doxa Katōkopias    | 11 | 22 | 2  | 5 | 15 | 13 | 45 | -32 |

Legenda:
      Ammesse alla poule scudetto
      Ammesse alla poule retrocessione
Regolamento:
Tre punti a vittoria, uno a pareggio, zero a sconfitta.
Note:

### Risultati
|                    | AEK  | AEL  | Ano  | APO  | ApL  | Dox  | ENP  | EAc  | Nea  | Oly  | Omo  | Paf  |
| ------------------ | ---- | ---- | ---- | ---- | ---- | ---- | ---- | ---- | ---- | ---- | ---- | ---- |
| AEK Larnaca        | –––– | 3-1  | 1-2  | 1-0  | 0-0  | 2-1  | 4-4  | 5-1  | 0-0  | 0-0  | 2-2  | 1-0  |
| AEL Limassol       | 1-1  | –––– | 0-0  | 2-1  | 2-0  | 1-0  | 2-0  | 4-1  | 1-2  | 0-0  | 1-1  | 2-0  |
| Anorthosis         | 1-2  | 2-0  | –––– | 1-0  | 3-1  | 3-0  | 5-1  | 2-1  | 3-2  | 4-0  | 0-0  | 2-0  |
| APOEL              | 0-0  | 3-0  | 0-0  | –––– | 4-1  | 2-0  | 4-0  | 2-0  | 2-1  | 4-2  | 0-0  | 3-0  |
| Apollōn Limassol   | 3-1  | 1-2  | 2-0  | 1-1  | –––– | 3-2  | 0-1  | 3-2  | 4-1  | 3-1  | 2-1  | 3-2  |
| Doxa Katōkopias    | 0-1  | 2-2  | 0-6  | 0-3  | 0-1  | –––– | 1-3  | 1-1  | 0-0  | 2-6  | 0-2  | 0-4  |
| EN Paralimni       | 2-1  | 2-2  | 1-2  | 2-3  | 0-3  | 1-0  | –––– | 3-4  | 0-1  | 3-0  | 0-2  | 1-1  |
| Ethnikos Achnas    | 2-5  | 0-1  | 5-0  | 0-0  | 1-0  | 1-1  | 2-2  | –––– | 2-0  | 0-1  | 1-2  | 0-3  |
| Nea Salamis        | 1-0  | 3-2  | 2-2  | 0-3  | 1-3  | 0-1  | 1-1  | 3-2  | –––– | 3-2  | 0-3  | 1-2  |
| Olympiacos Nicosia | 2-2  | 1-1  | 2-1  | 2-0  | 0-2  | 1-1  | 0-0  | 4-0  | 0-3  | –––– | 0-2  | 1-1  |
| Omonia             | 3-2  | 1-0  | 1-0  | 0-0  | 1-0  | 2-0  | 3-0  | 1-2  | 2-0  | 1-1  | –––– | 0-0  |
| Pafos FC           | 0-2  | 2-0  | 0-3  | 2-0  | 3-2  | 0-1  | 1-1  | 1-1  | 1-0  | 1-1  | 2-1  | –––– |

## Poule scudetto

### Classifica finale
|  | Pos. | Squadra          | Pt | G  | V  | N | P | GF | GS | DR  |
|  | ---- | ---------------- | -- | -- | -- | - | - | -- | -- | --- |
|  | 1.   | Omonia           | 46 | 23 | 13 | 7 | 3 | 34 | 13 | +21 |
|  | 2.   | Anorthōsis       | 46 | 23 | 14 | 4 | 5 | 45 | 21 | +24 |
|  | 3.   | APOEL            | 40 | 23 | 11 | 7 | 5 | 36 | 16 | +20 |
|  | 4.   | Apollōn Limassol | 39 | 23 | 12 | 3 | 8 | 39 | 30 | +9  |
|  | 5.   | AEK Larnaca      | 35 | 23 | 9  | 8 | 6 | 36 | 29 | +7  |
|  | 6.   | AEL Limassol     | 31 | 23 | 8  | 7 | 8 | 27 | 29 | -2  |

Legenda:
      Ammessa alla UEFA Champions League 2020-2021
      Ammesse alla UEFA Europa League 2020-2021
Regolamento:
Tre punti a vittoria, uno a pareggio, zero a sconfitta.
La classifica viene stilata secondo i seguenti criteri:
- Punti conquistati
- Punti conquistati negli scontri diretti
- Differenza reti negli scontri diretti
- Reti realizzate negli scontri diretti
- Reti realizzate fuori casa negli scontri diretti (solo tra due squadre)
- Differenza reti generale
- Reti totali realizzate
- Spareggio (solo per retrocessione e accesso alle poule)

### Risultati
|                  | AEK  | AEL  | Ano  | APO  | ApL  | Omo  |
| ---------------- | ---- | ---- | ---- | ---- | ---- | ---- |
| AEK Larnaca      | –––– |      |      |      |      |      |
| AEL Limassol     |      | –––– |      |      |      | 0-3  |
| Anorthosis       | 3-0  |      | –––– |      |      |      |
| APOEL            |      |      |      | –––– |      |      |
| Apollōn Limassol |      |      |      | 1-1  | –––– |      |
| Omonia           |      |      |      |      |      | –––– |

## Poule retrocessione

### Classifica finale
|  | Pos. | Squadra            | Pt | G  | V | N  | P  | GF | GS | DR  |
|  | ---- | ------------------ | -- | -- | - | -- | -- | -- | -- | --- |
|  | 7.   | Pafos              | 30 | 23 | 8 | 6  | 9  | 26 | 28 | -2  |
|  | 8.   | Nea Salamis        | 26 | 23 | 7 | 5  | 11 | 27 | 38 | -11 |
|  | 9.   | Olympiakos Nicosia | 25 | 23 | 5 | 10 | 8  | 28 | 35 | -7  |
|  | 10.  | EN Paralimni       | 23 | 23 | 5 | 8  | 10 | 29 | 43 | -14 |
|  | 11.  | Ethnikos Achnas    | 21 | 23 | 5 | 6  | 12 | 31 | 46 | -15 |
|  | 12.  | Doxa Katōkopias    | 14 | 23 | 3 | 5  | 15 | 15 | 45 | -30 |

Regolamento:
Tre punti a vittoria, uno a pareggio, zero a sconfitta.
La classifica viene stilata secondo i seguenti criteri:
- Punti conquistati
- Punti conquistati negli scontri diretti
- Differenza reti negli scontri diretti
- Reti realizzate negli scontri diretti
- Reti realizzate fuori casa negli scontri diretti (solo tra due squadre)
- Differenza reti generale
- Reti totali realizzate
- Spareggio

Note:

### Risultati
|                    | Dox  | ENP  | EAc  | Nea  | OlN  | Paf  |
| ------------------ | ---- | ---- | ---- | ---- | ---- | ---- |
| Doxa Katōkopias    | –––– |      |      |      |      | 2-0  |
| EN Paralimni       |      | –––– |      |      | 1-1  |      |
| Ethnikos Achnas    |      |      | –––– |      |      |      |
| Nea Salamis        |      |      | 2-2  | –––– |      |      |
| Olympiakos Nicosia |      |      |      |      | –––– |      |
| Pafos FC           |      |      |      |      |      | –––– |

## Classifica marcatori
| Gol |  |  | Giocatore          | Squadra          |
| --- |  |  | ------------------ | ---------------- |
| 20  |  |  | Ivan Trichkovski   | AEK Larnaca      |
| 14  |  |  | Kingsley Onuegbu   | Nea Salamis      |
| 14  |  |  | Rubén Rayos        | Anorthosis       |
| 13  |  |  | Matt Derbyshire    | Omonia           |
| 8   |  |  | Emilio Zelaya      | Apollōn Limassol |
| 6   |  |  | Serge Gakpé        | Apollōn Limassol |
| 6   |  |  | Linus Hallenius    | APOEL            |
| 6   |  |  | Nika Kacharava     | Anorthosis       |
| 6   |  |  | Ibrahim Koneh      | Ethnikos Achnas  |
| 6   |  |  | Giōrgos Merkīs     | APOEL            |
| 6   |  |  | Demetris Theodorou | EN Paralimni     |